# Новый Сигулдский замок
Новый Сигулдский замок (латыш. Siguldas Jaunā pils) — архитектурный памятник в Латвии, на территории города Сигулда.

## История здания
Сооружён в 1878—1881 годах в стиле неоготики как резиденция князя Д. Н. Кропоткина, рядом с более древним замком, ранее принадлежавшим графам Борхам. Руководивший строительством архитектор Янис Менгелис в значительной мере использовал для постройки материал руин средневекового замка.
В 1917 году Новый замок значительно пострадал в ходе Первой мировой войны. В 1920-е годы был передан Латвийскому профессиональному союзу писателей и журналистов, получив название Замка писателей (латыш. Rakstnieku pils). Здание было восстановлено и использовалось как дом творчества. В 1934 году замок перешёл в собственность Общества латвийской прессы, по заказу которого в 1936—1937 годах архитектор Альфредс Биркханс произвёл его масштабную реконструкцию. В оформлении новых интерьеров приняли участие крупные художники, в том числе Карлис Суниньш. В 1938 году перед замком был установлен памятник Атису Кронвалдсу (скульптор Теодор Залькалнс).
Во время Второй мировой войны в замке размещались высокопоставленные немецкие офицеры[уточнить]. В советское время на территории замка действовал санаторий «Сигулда» министерства здравоохранения Латвийской ССР. С 1993 года замок перешёл в ведение муниципальной власти, используется как туристический объект.